# Odder Jernbanes 25 aars Jubilæum
Odder Jernbanes 25 aars Jubilæum er en dansk dokumentarisk optagelse fra 1909 produceret af Fotorama.

## Handling
19. juni 1909: Et flagsmykket tog ankommer til Odder Station, som er fyldt med mennesker i dagens anledning: fejring af Odder Jernbanes 25 års jubilæum. Odderbanen blev oprettet og drevet af Hads-Ning Herreders Jernbane (HHJ), der var et privatbaneselskab i Aarhus-området. Banen oprindelige navn var Hads Herreds Jernbane, men ved en generalforsamling den 27. august 1884 ændredes navnet til Hads-Ning Herreders Jernbane. Banen kaldtes dog i daglig tale for Odderbanen eller Odder-Grisen.